# Golden Lovers

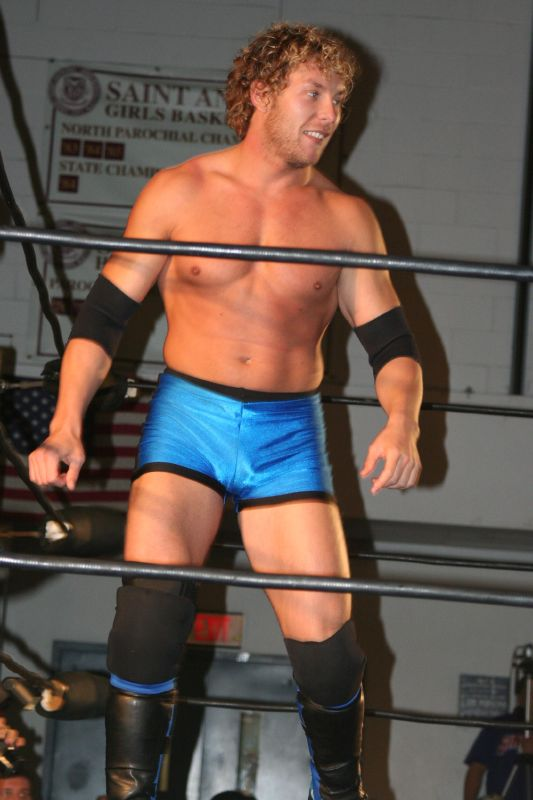
Kenny Omega

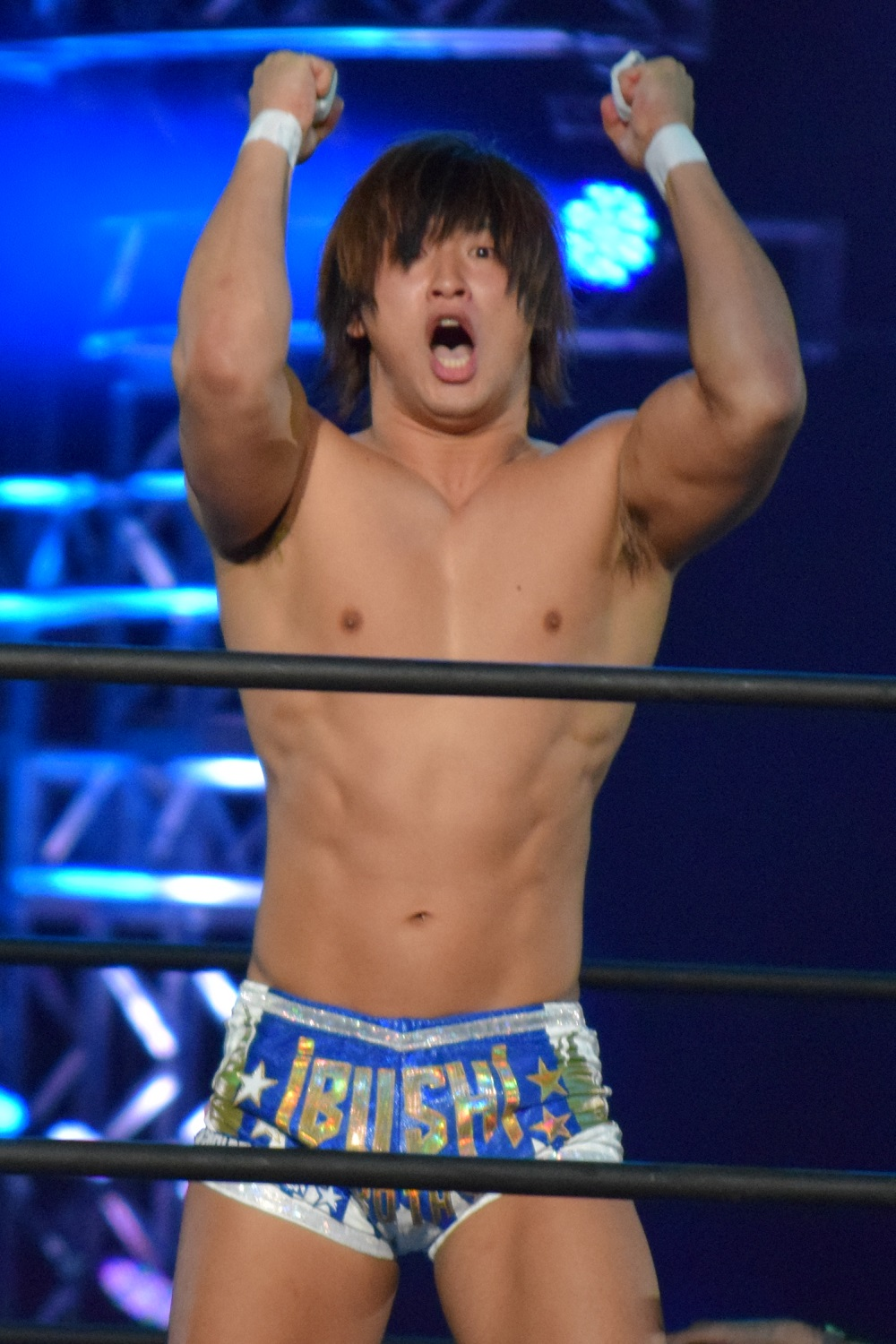
Kōta Ibushi

Golden Lovers (jap. ゴールデン☆ラヴァーズ Gōruden☆Ravāzu), zapis stylizowany Golden☆Lovers – tag team w wrestlingu, występujący w japońskich organizacjach Dramatic Dream Team (DDT) i New Japan Pro-Wrestling (NJPW). Jego członkami byli japoński wrestler Kōta Ibushi i kanadyjski wrestler Kenny Omega.

## Historia

### Powstanie tag teamu (2008)
W 2008 Kenny Omega wyzwał Kōta Ibushiego na pojedynek, deklarując, że ta walka jest ich przeznaczeniem. Pojedynek odbył się 6 sierpnia 2008. Była to walka typu Two-out-of-three falls match i Hardcore match. Starcie, które zaczęło się w ringu, przeniosło się na parking i do pobliskich magazynów. Ostatecznie zwyciężył Ibushi, zeskakując na przeciwnika i wykonując swój cios wykańczający Phoenix Splash z automatu sprzedażowego. Obaj wrestlerzy zadeklarowali po walce, że czują się sobie bliscy i chcą utworzyć tag team. DDT zaproponowało im, by nazwali drużynę The Golden Brothers (z ang. Złoci Bracia), ale obaj zawodnicy oświadczyli, że wolą nazwę The Golden Lovers (z ang. Złoci Kochankowie), która była zapisywana jako Golden Lovers (jap. ゴールデン☆ラヴァーズ).

### Działalność w latach 2009–2014
Oficjalnie tag team został utworzony pod nazwą Golden Lovers w styczniu 2009. Duet ten charakteryzował się zachowaniem utożsamianym z okazywaniem sobie wzajemnej czułości i szacunku. W czasie walki ich ruchy były zsynchronizowane. Zachowanie obu wrestlerów w ringu miało zdaniem części obserwatorów homoseksualny podtekst, jednak Kenny Omega zapytany czy Golden Lovers są gejami, odpowiedział Pozwólmy ludziom myśleć co zechcą.
Między 2009, a 2014 Golden Lovers w Dramatic Dream Team dwukrotnie zdobyli mistrzostwo KO-D Tag Team Championship i dwukrotnie KO-D Six Man Tag Team Championship (jeden raz wspólnie z Daisuke Sasaki i jeden raz wspólnie z Gotą Ihashi), a w New Japan Pro-Wrestling zdobyli IWGP Junior Heavyweight Tag Team Championship.
Z czasem Kōta Ibushi zaczął odnosić większe indywidualne sukcesy w wrestlingu, niż Kenny Omega, co wywołało zazdrość u jego partnera. 18 sierpnia 2012 ponownie stoczyli ze sobą pojedynek, tym razem o należące do Ibushiego mistrzostwo KO-D Openweight. Ibushi ponownie zwyciężył. W październiku 2013 mistrz podpisał kontrakt na pełny etat zarówno z DDT, jak i z NJPW i awansował do klasy ciężkiej (według japońskiego systemu wrestlerskiego).

### Rozstanie (2014)
W październiku 2014 Golden Lovers stoczyli ostatnią, jak wówczas myśleli, walkę jako drużyna. Omega podpisał kontrakt tylko z NJPW i pozostał w klasie juniorskiej. W niedługim czasie stał się heelem oraz członkiem Bullet Club, amerykańskiej stajni heelów, którzy gardzili Japonią i japońskimi fanami. Z czasem z pomocą swojej nowej drużyny zaczął odnosić coraz większe sukcesy. Ibushi natomiast przerwał karierę w NJPW z powodu kontuzji i został wolnym agentem.
Nawet po rozstaniu, obaj zawodnicy nawiązywali do siebie. Kenny Omega, gdy wygrywał turniej G1 Climax w 2016, używał ruchów typowych dla Kōta Ibushiego, a Kōta Ibushi miał wizerunki pojedynczego skrzydła na ubraniach, co było odniesieniem do finishera Omegi, One Winged Angel (z ang. Jednoskrzydły anioł).

### Pojednanie (2018)
4 stycznia 2018 Cody Rhodes przegrał walkę przeciwko Kōta Ibushiemu na gali Wrestle Kingdom 12. Następnego dnia członkowie Bullet Club – Chase Owens, Cody Rhodes, Leo Tonga, Marty Scurll i Yujiro Takahashi – pokonali w walce 5 na 5 drużynę, w której skład wchodzili David Finlay, Juice Robinson, Kōta Ibushi, Kushida i Ryusuke Taguchi. Po wygranym pojedynku Bullet Club zaatakował drużynę przeciwną, a Kenny Omega przybył, aby pomóc swojemu byłemu partnerowi Ibushiemu. Coraz więcej członków Bullet Club było przeciwko Omedze. W końcu Rhodes wykorzystał jego nieuwagę, by zaatakować go krzesłem, ale wtedy na ratunek przybył Kōta Ibushi. Po przegonieniu napastników, Ibushi wyciągnął rękę do swojego byłego partnera. Omega długo wahał się, ale w końcu obaj wrestlerzy się pojednali. Wkrótce Omega oświadczył, że on i Ibushi są i byli najlepszym tag teamem na świecie. To zwróciło uwagę drużyny Young Bucks (Matt Jackson i Nick Jackson) ze stajni Bullet Club. Obie drużyny zaczęły ze sobą rywalizować, ale 8 czerwca doszli do wniosku, że bardziej opłaca im się współpraca i wkrótce wszyscy czterej utworzyli stajnię Golden Elite (z ang. Złota Elita).

### Zakończenie działalności (2019)
W styczniu 2019 Kenny Omega odszedł z organizacji New Japan Pro-Wrestling, aby skoncentrować swoją działalność na rozwoju amerykańskiej organizacji All Elite Wrestling. W lutym Kōta Ibushi potwierdził, że drużyna zakończyła współpracę.

## Mistrzostwa i osiągnięcia
- Dramatic Dream Team
  - KO-D Six Man Tag Team Championship (2 razy) – z Daisuke Sasaki (1 raz) i Gota Ihashi (1 raz)
  - KO-D Tag Team Championship (2 razy)
- New Japan Pro-Wrestling
  - IWGP Junior Heavyweight Tag Team Championship (1 raz) – z Kenny'm Omegą[17]